# Жакчик
Жа́кчик — село в Заваллівській громаді Голованівського району Кіровоградської області України. Населення становить 407 осіб.
Поблизу Жакчика стоянка буго-дністровської культури.

## Населення
Згідно з переписом УРСР 1989 року чисельність наявного населення села становила 455 осіб, з яких 198 чоловіків та 257 жінок.
За переписом населення України 2001 року в селі мешкала 401 особа.

### Мова
Розподіл населення за рідною мовою за даними перепису 2001 року:
| Мова       | Відсоток |
| ---------- | -------- |
| українська | 97,30 %  |
| російська  | 2,46 %   |
| молдовська | 0,25 %   |